# Samsung Galaxy Ace 3
O Samsung Galaxy Ace 3 é um smartphone intermediário da linha Samsung Galaxy, lançado em junho de 2013, projetado para oferecer um bom equilíbrio entre desempenho e custo. Rodando o sistema operacional Android 4.2 Jelly Bean, ele veio com a interface TouchWiz da Samsung, trazendo recursos inteligentes herdados de modelos mais avançados da marca.

## Especificações
O Galaxy Ace 3 conta com um processador dual-core de 1 GHz, 1 GB de RAM e 4 GB de armazenamento interno, expansível via microSD de até 64 GB. Sua tela é uma TFT de 4 polegadas com resolução WVGA (480x800), oferecendo cores vivas e bom toque responsivo.
O aparelho traz uma câmera traseira de 5 MP com flash LED, capaz de gravar vídeos em 720p, e uma câmera frontal VGA para videochamadas. A bateria de 1500 mAh, removível, oferece autonomia suficiente para uso moderado e tarefas básicas.

Com suporte a GSM quad-band e 3G (HSPA 7.2 Mbps), além de conectividade Wi-Fi, Bluetooth 4.0 e GPS com A-GPS e GLONASS, o Ace 3 GT-S7270 foi uma opção econômica e funcional dentro da linha Galaxy.